# Museum Stamparia

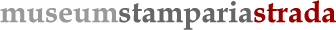
Logo des Museums Stamparia

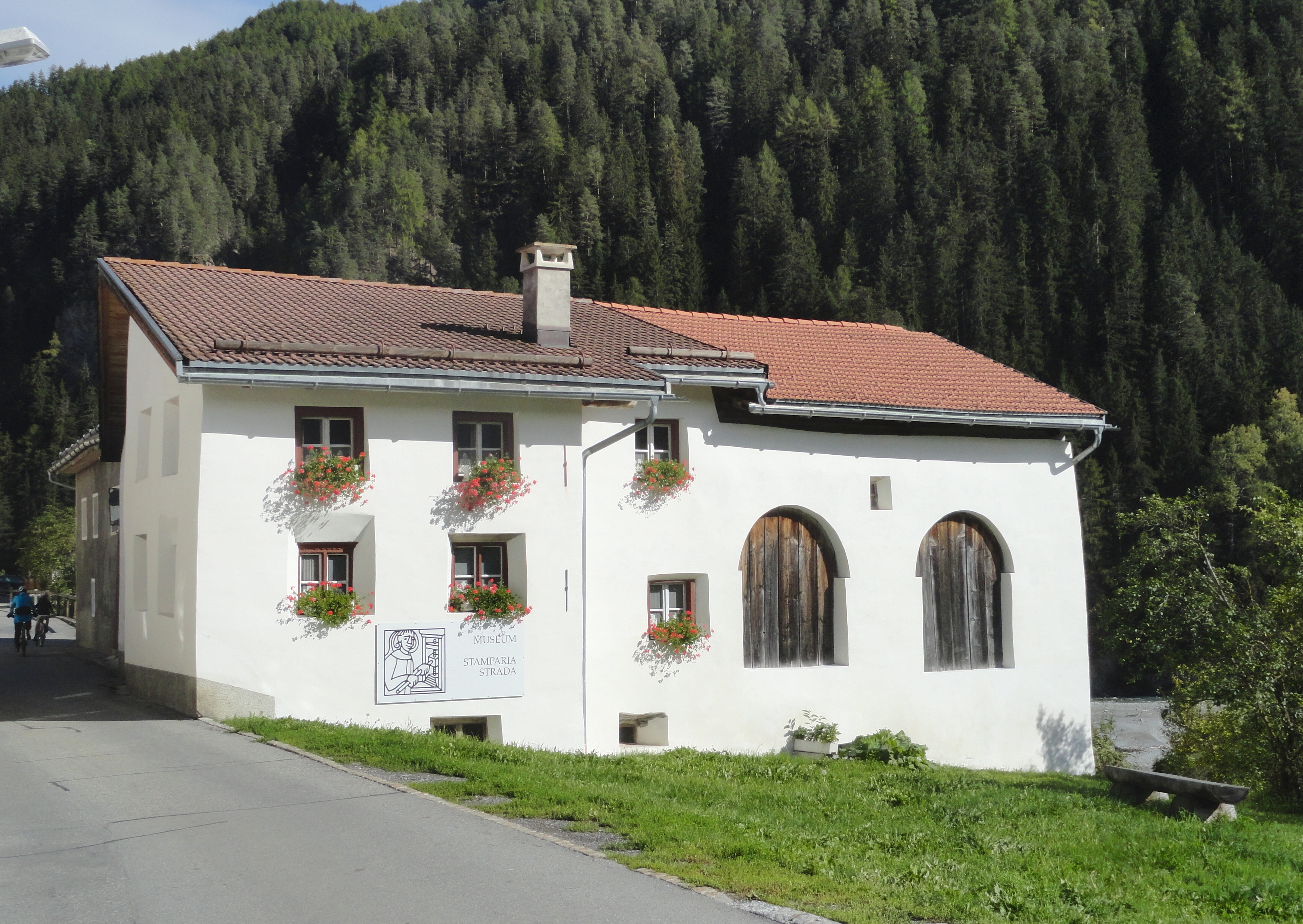
Das Museum Stamparia in Strada

Das Museum Stamparia (dt. Buchdruckmuseum) ist ein Museum in Strada im Engadin. Es wird geführt in der Liste der Kulturgüter von nationaler Bedeutung im Kanton Graubünden.

## Geschichte
In Tschlin gründete 1680 Nuot Clà Janett eine Druckerei. Diese verlegte er später in das Tal hinab nach Strada, wo sie bis 1880 bestand. In der Stamparia wurden bedeutende Schriften der romanischen Literatur gedruckt. Das Haus bildete die Wohnstätte der Druckerfamilien und den Sitz der Druckerei. Als 1987 der letzte Bewohner aus der Druckerfamilie Scharplatz starb, wurde das Gebäude samt Inventar in eine Stiftung eingebracht, die das Museum trägt.

## Exponate
Im Museum ausgestellt sind Originale der Erstübersetzungen der Bibel in die Idiome Vallader (1679) und Sursilvan (1718), Druckgeräte aus allen Epochen und Liederhefte traditioneller romanischer Volksmusik sowie zugehörige Instrumente.